# George A. Joulwan

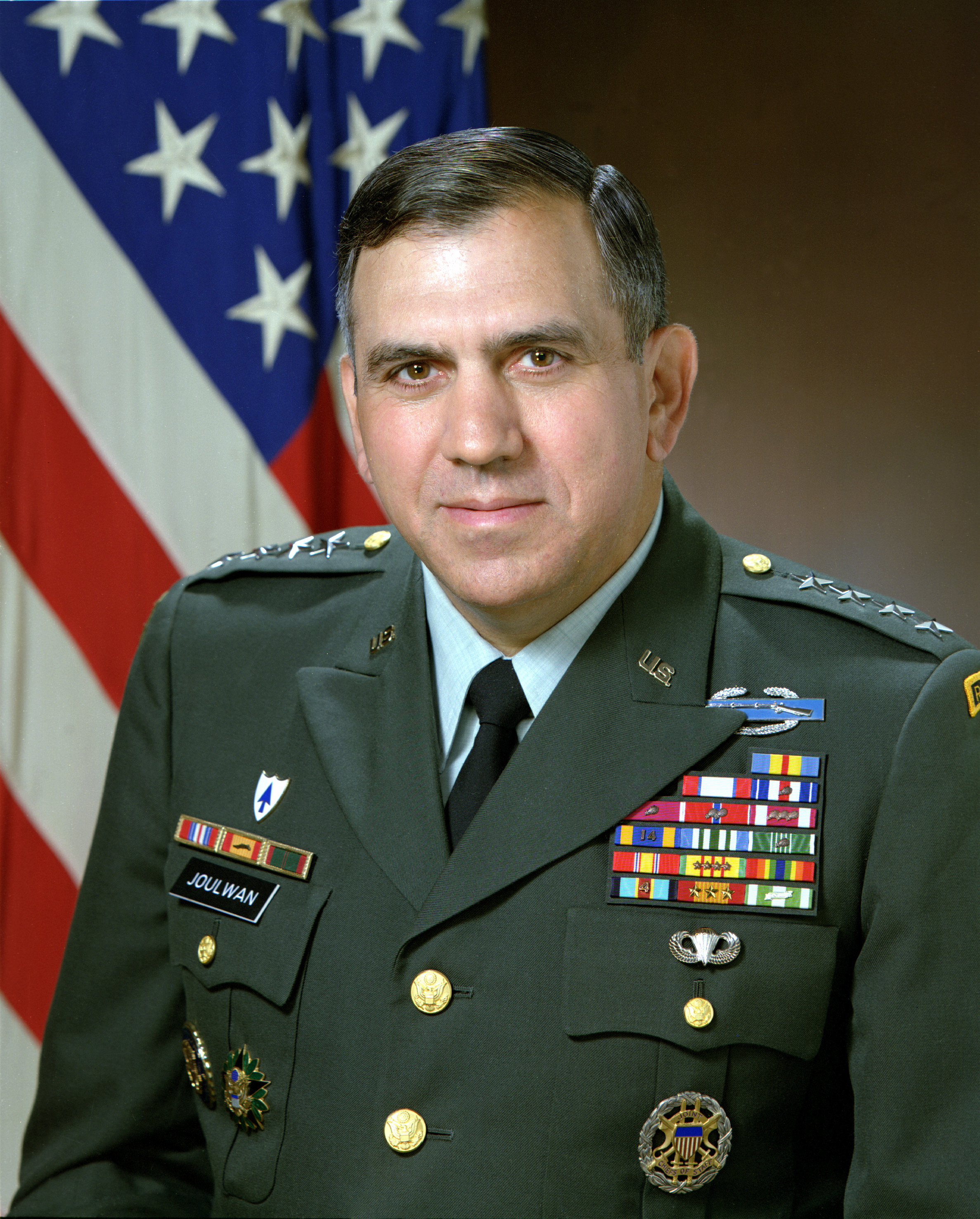
George A. Joulwan

George Alfred Joulwan (* 16. November 1939 in Pottsville, Pennsylvania) ist ein ehemaliger General der US Army libanesischer Abstammung und war von 1993 bis 1997 der 11. Supreme Allied Commander Europe und zugleich Kommandeur des US European Command.

## Militärische Laufbahn
Joulwan absolvierte ein Studium an der Loyola University und an der US Military Academy in West Point. Er diente zwei „Runden“ (tour of duty) vom Juni 1966 bis zum November 1967 und vom Juni 1971 bis zum Januar 1972 im Vietnamkrieg. Joulwan kommandierte vom Juni 1979 bis zum September 1981 die 2. Brigade der 3. US-Infanteriedivision. Danach wurde er Stabschef der Division. Zudem diente er in verschiedenen Funktionen von 1982 an im Verteidigungsministerium. Im Juni 1986 wurde er dann stellvertretender Stabschef für Operationen der 7. US-Armee in Deutschland. Im März 1988 übernahm er das Kommando über die 3. US-Panzerdivision und wurde 1989 Kommandierender General des V. US-Korps. Vom November 1990 bis zum Oktober 1993 war Joulwan als Kommandeur der US Southern Command eingesetzt, um danach am 22. Oktober 1993 den Posten des Supreme Allied Commander Europe (SACEUR) und zugleich auch das Kommando über das US European Command zu übernehmen. Am 11. Juli 1997 übergab er schließlich das Kommando an General Wesley Clark.
General Joulwan war neben General John Abizaid der höchstrangige US-Militärangehörige libanesischer Abstammung. Nach seiner Pensionierung reiste er 1999 privat in den Libanon und besuchte u. a. den Ort, aus dem seine Vorfahren in die USA ausgewandert waren.

## Auszeichnungen
Auswahl der Dekorationen, sortiert in Anlehnung der Order of Precedence of Military Awards:
- Defense Distinguished Service Medal (3 ×)
- Army Distinguished Service Medal
- Silver Star (2 ×)
- Defense Superior Service Medal
- Legion of Merit (3 ×)
- Meritorious Service Medal (4 ×)
- Air Medal (14 x)
- Joint Service Commendation Medal
- Army Commendation Medal
- National Defense Service Medal
- Vietnam Service Medal (5 ×)
- Großes Verdienstkreuz mit Stern des Verdienstordens der Bundesrepublik Deutschland
- Hessischer Verdienstorden
- Offizier der französischen Ehrenlegion
- Komtur mit Stern des Verdienstordens der Republik Polen
- Orden des Weißen Löwen (Großoffizier) (1997)
- Kommandeur mit Stern des Ungarischen Verdienstordens